# An Elder Scrolls Legend: Battlespire
An Elder Scrolls Legend: Battlespire je akční hra na hrdiny, kterou vyvinula a vydala společnost Bethesda Softworks a která se odehrává ve světě The Elder Scrolls.

## Hratelnost
Na rozdíl od ostatních her The Elder Scrolls postrádá Battlespire funkci odpočinku. V celé hře nejsou žádní obchodníci, u kterých by hráč mohl nakupovat předměty, a tudíž ani žádné zlaťáky, které by mohl najít. Nepřátelé se neresetují, když hráč opustí oblast, a nejsou ani náhodně rozmístěni, jako tomu bylo v Aréně a Daggerfallu.
Bethesda představila funkci multiplayeru, která zahrnovala kooperativní režim pro sledování příběhu hry pro jednoho hráče online, a také týmový režim versus, v němž lze bojovat pomocí stejných strategií jako ve hře pro jednoho hráče. To se dělo prostřednictvím sítě pro více hráčů GameSpy, která je dnes již nefunkční. Ačkoli Mplayer / GameSpy Arcade již nejsou podporovány, stále lze hrát prostřednictvím síťového klienta pro více hráčů Kali, který podporuje a pracuje se všemi funkcemi hry.

## Děj
Ve hře Battlespire (pojmenované podle výcvikového střediska pro bojové mágy) se hráč ujímá role učně, který v den své závěrečné zkoušky zjistí, že armáda daedrů vedená Mehrunesem Dagonem napadla město a téměř všechny zabila. Navíc je jeho partnerka držena v zajetí samotným Mehrunesem Dagonem. Během sedmi úrovní musí hráč projít různými říšemi Oblivionu, aby se dostal k Mehrunesovi Dagonovi, porazil ho a unikl zpět do Tamrielu.

## Vývoj
Po vydání Daggerfallu začaly práce na třech samostatných projektech najednou: Battlespire, Redguard a Morrowind. Battlespire, v původním názvu Dungeon of Daggerfall: Battlespire, vyšel jako první ze tří dílů 2. prosince 1997.
Hra Battlespire, původně navržená jako rozšíření hry pro hru Daggerfall, se zaměřuje na to, co Bethesda nazvala "nejlepší částí Daggerfall ": procházení dungeonů. Battlespire má menší rozsah než Daggerfall a upřednostňuje design levelů. Až do The Elder Scrolls Online to byla jediná hra ze série, která měla podporu deathmatche nebo multiplayeru. Když se ukázalo, že rozsah hry The Elder Scrolls III: Morrowind je příliš náročný na realizaci, byla hra pozastavena a její zaměstnanci byli přesunuti k práci na hrách Battlespire a Redguard. Hra Battlespire byla přebalena jako samostatná hra a prodávána pod názvem An Elder Scrolls Legend: Battlespire.
Julian Le Fay se rozhodl použít pro nepřátele sprity protože dával přednost vysoké úrovni detailů, kterou sprity umožňovaly, před tehdejšími kostičkovanými polygonovými modely.

## Přijetí
Podle Stephana Janickiho z Computer Gaming World byly Battlespire a související titul The Elder Scrolls Adventures: Redguard „komerčním neúspěchem“. 
Next Generation hru posoudila, ohodnotila ji třemi hvězdičkami z pěti a uvedla, že "Battlespire je krok správným směrem. I když nemusí být převratná, je to poctivě provedené vydání, které by mělo poskytnout hodiny zábavy při procházení dungeonů. Netrpělivě čekáme na další díl."  GameSpot napsal, že ve srovnání s Daggerfall, „menší rozsah Battlespire, hack-and-slash hratelnost a technické problémy nakonec poskytují zážitek z hry na hrdiny, který je uspokojující jen občas.“ 